# Hantili I
Hantili I was een koning van het Hettitische oude koninkrijk. Hij heerste ongeveer 30 jaar lang, van ca. 1590 - 1560 v.Chr.